# Oskar Hejll
Oskar Hejll, född 1 november 1972 i Stockholm, är en svensk maskmakare, skådespelare, scenograf, rekvisitör, författare och performanceartist.

## Biografi
Oskar var dockmakare till filmen Låt den rätte komma in  2008. Samt skapade mask- och proteseffekter till Arn – Tempelriddaren 2007 och Arn – Riket vid vägens slut 2008.
Vid sidan av hans arbete med scenografi och specialeffekter är Oskar även aktör i ett flertal performancegrupper, så som Steampunk-gruppen Karneval, Magikergränd m.fl.
Bland uppdragsgivarna finns Kungliga Dramatiska Teatern, Göteborgsoperan och Judiska Teatern. Oskar instruerar även i spel med masker och dockor och arbetar som mask- och dockspelare.
Han har en treårig högskoleexamen i dockteater från Dramatiska institutet. Han började sin utbildning på Folkuniversitetet och har även varit Lärling hos dockmakaren Arne Högsander.

## Filmografi
- 2016 – Mysteria (TV-serie)